# Notoxus hirsutulus
Notoxus hirsutulus es una especie de coleóptero de la familia Anthicidae.

## Distribución geográfica
Habita en el Himalaya.